# 石家大院 (黎阳)
石家大院位于中国安徽省黄山市屯溪区黎阳镇黎阳街12号，是一座清代建筑，包括东、中、西三进院落，由绩溪县旺川石家村石氏建造，石家在黎阳西镇街经营石翼农药号。
2008年，石家大院公布为第三批黄山市文物保护单位。2013年开发黎阳in巷旅游休闲街区以后，此处开设占川书局 。